# Porfirio Jiménez
Porfirio Jiménez Barrera (15 de septiembre de 1965) es un exfutbolista mexicano que jugó de mediocampista. Debutó en 1986. En Primera División jugó 337 partidos, acumulando 27,592 minutos jugados y 38 goles anotados. 

## Trayectoria
| Club                        | País   | Año         |
| --------------------------- | ------ | ----------- |
| Deportivo Cruz Azul         | México | 1986 - 1992 |
| Monterrey                   | México | 1992 - 1993 |
| Tecos                       | México | 1993 - 1995 |
| Pachuca                     | México | 1995 - 1996 |
| Tampico-Madero              | México | 1996 - 1997 |
| Tecos                       | México | 1997 - 1998 |
| Jaguares de Colima          | México | 1998 - 1999 |
| Ángeles de Puebla           | México | 1999 - 2000 |
| Real San Sebastián (Puebla) | México | 2001        |
| Atlético Chiapas            | México | 2001 - 2002 |
| Atlético Yucatán            | México | 2002 - 2003 |

## Hoy en día
Desde 2017 Porfirio Jiménez está en la 9ª fuerza básica del Club Deportivo Cruz Azul entrenando a chicos de la categoría 98 y con visorías.